# Wereldkampioenschap voetbal voor clubs 2015
Het twaalfde FIFA-wereldkampioenschap voetbal voor clubs (Engels: FIFA Club World Cup) vond plaats van 10 tot en met 20 december 2015 in Japan. Aan het kampioenschap, dat door de FIFA werd georganiseerd, namen zeven clubs deel: de winnaars van zes continentale bekertoernooien en de landskampioen van het organiserend land.

## Kandidatuur
Er waren twee landen die interesse hadden om het wereldkampioenschap voor clubs in 2015 en 2016 te organiseren:
1. India
2. Japan

In november 2014 werd bekend dat India zich terugtrok als mogelijk gastland. Op 23 april 2015 volgde de definitieve toewijzing aan Japan.

## Stadions
| Osaka              | Yokohama           |
| ------------------ | ------------------ |
| Nagaistadion       | Nissanstadion      |
| Capaciteit: 47.816 | Capaciteit: 72.327 |
|                    |                    |

## Deelnemers
| Team                 | Confederatie | Kampioenschap                             | begint in:   | Aantal deelnames                                |
| -------------------- | ------------ | ----------------------------------------- | ------------ | ----------------------------------------------- |
| Sanfrecce Hiroshima  | AFC          | Kampioen J-League 2014/15 (gastland)      | Play-off     | 2e (vorige: 2012)                               |
| Auckland City        | OFC          | Winnaar OFC Champions League 2014/15      | Play-off     | 7e (vorige: 2006, 2009, 2011, 2012, 2013, 2014) |
| TP Mazembe           | CAF          | Winnaar CAF Champions League 2015         | Kwartfinale  | 3e (vorige: 2009, 2010)                         |
| Club América         | CONCACAF     | Winnaar CONCACAF Champions League 2014/15 | Kwartfinale  | 2e (vorige: 2006)                               |
| Guangzhou Evergrande | AFC          | Winnaar AFC Champions League 2015         | Kwartfinale  | 2e (vorige: 2013)                               |
| River Plate          | CONMEBOL     | Winnaar Copa Libertadores 2015            | Halve finale | 1e                                              |
| FC Barcelona         | UEFA         | Winnaar UEFA Champions League 2014/15     | Halve finale | 4e (vorige: 2006, 2009, 2011)                   |

## Scheidsrechters
De FIFA heeft volgende scheidsrechters en assistent scheidsrechters aangesteld voor het toernooi.
| Continentale bond | Scheidsrechter  | Assistenten                                  |
| ----------------- | --------------- | -------------------------------------------- |
| AFC               | Alireza Faghani | Reza Sokhandan Mohammadreza Mansouri         |
| CAF               | Sidi Alioum     | Evarist Menkouande Elvis Guy Noupue Nguegoue |
| CONCACAF          | Joel Aguilar    | Juan Francisco Zumba Marvin Cesar Torrentera |
| CONMEBOL          | Wilmar Roldán   | Alexander Guzmán Cristian Jairo de la Cruz   |
| OFC               | Matthew Conger  | Tevita Makasini Simon Lount                  |
| UEFA              | Jonas Eriksson  | Mathias Klasenius Daniel Warnmark            |
| AFC (Gastheer)    | Ryuji Sato      | Akane Yagi                                   |

## Speelschema
|  | Play-off               | Play-off             |                        |                        | Kwartfinale         | Kwartfinale         |              |              | Halve finale | Halve finale |  |  | Finale               | Finale |
|  | 10 december - Yokohama |                      |                        |                        |                     |                     |              |              |              |              |  |  |                      |        |
|  | Sanfrecce Hiroshima    | 2                    |                        |                        | 13 december - Osaka | 13 december - Osaka |              |              |              |              |  |  |                      |        |
|  | Sanfrecce Hiroshima    | 2                    |                        |                        | 13 december - Osaka | 13 december - Osaka |              |              |              |              |  |  |                      |        |
|  | Auckland City          | 0                    |                        |                        | Sanfrecce Hiroshima | 3                   |              |              |              |              |  |  |                      |        |
|  | Auckland City          | 0                    | 16 december - Osaka    |                        | Sanfrecce Hiroshima | 3                   |              |              |              |              |  |  |                      |        |
|  |                        |                      |                        |                        | TP Mazembe          | 0                   |              |              |              |              |  |  |                      |        |
|  | Sanfrecce Hiroshima    | 0                    |                        |                        | TP Mazembe          | 0                   |              |              |              |              |  |  |                      |        |
|  | Sanfrecce Hiroshima    | 0                    |                        |                        |                     |                     |              |              |              |              |  |  |                      |        |
|  |                        |                      | River Plate            | 1                      |                     |                     |              |              |              |              |  |  |                      |        |
|  |                        |                      | River Plate            | 1                      |                     |                     |              |              |              |              |  |  |                      |        |
|  |                        |                      | 20 december - Yokohama |                        |                     |                     |              |              |              |              |  |  |                      |        |
|  |                        |                      |                        |                        |                     |                     |              |              |              |              |  |  |                      |        |
|  | River Plate            | 0                    |                        |                        |                     |                     |              |              |              |              |  |  |                      |        |
|  | River Plate            | 0                    | 13 december - Osaka    |                        |                     |                     |              |              |              |              |  |  |                      |        |
|  |                        | FC Barcelona         | 3                      |                        |                     |                     |              |              |              |              |  |  |                      |        |
|  |                        |                      | 3                      | Club América           | 1                   |                     |              |              |              |              |  |  |                      |        |
|  | 17 december - Yokohama |                      |                        | Club América           | 1                   |                     |              |              |              |              |  |  |                      |        |
|  |                        | Guangzhou Evergrande | 2                      |                        |                     |                     |              |              |              |              |  |  |                      |        |
|  | Guangzhou Evergrande   | Guangzhou Evergrande | 2                      | 0                      |                     |                     |              |              |              |              |  |  |                      |        |
|  | Guangzhou Evergrande   | Vijfde plaats        | Vijfde plaats          | 0                      |                     |                     | Derde plaats | Derde plaats |              |              |  |  |                      |        |
|  |                        | Vijfde plaats        | Vijfde plaats          |                        | FC Barcelona        | 3                   | Derde plaats | Derde plaats |              |              |  |  |                      |        |
|  | 16 december - Osaka    | 16 december - Osaka  | 20 december - Yokohama | 20 december - Yokohama | FC Barcelona        | 3                   |              |              |              |              |  |  |                      |        |
|  | 16 december - Osaka    | 16 december - Osaka  | 20 december - Yokohama | 20 december - Yokohama |                     |                     |              |              |              |              |  |  |                      |        |
|  | Club América           | 2                    | Sanfrecce Hiroshima    | 2                      |                     |                     |              |              |              |              |  |  |                      |        |
|  | Club América           | 2                    | Sanfrecce Hiroshima    | 2                      |                     |                     |              |              |              |              |  |  |                      |        |
|  | TP Mazembe             | 1                    |                        |                        |                     |                     |              |              |              |              |  |  | Guangzhou Evergrande | 1      |

## Wedstrijden

### Play-off
|                              |                          |         |               | |
| 10 december 2015 19:45 UTC+9 | Sanfrecce Hiroshima      | 2 – 0   | Auckland City | Stadion: Nissanstadion, Yokohama Toeschouwers: 19.421 Scheidsrechter: Sidi Alioum Assistenten: Evarist Menkouande Assistenten: Elvis Guy Noupue Vierde official: Joel Aguilar Vijfde official: Juan Francisco Zumba |
| 10 december 2015 19:45 UTC+9 | Minagawa 9' Shiotani 70' | Verslag |               | Stadion: Nissanstadion, Yokohama Toeschouwers: 19.421 Scheidsrechter: Sidi Alioum Assistenten: Evarist Menkouande Assistenten: Elvis Guy Noupue Vierde official: Joel Aguilar Vijfde official: Juan Francisco Zumba |
| 10 december 2015 19:45 UTC+9 |                          |         |               | Stadion: Nissanstadion, Yokohama Toeschouwers: 19.421 Scheidsrechter: Sidi Alioum Assistenten: Evarist Menkouande Assistenten: Elvis Guy Noupue Vierde official: Joel Aguilar Vijfde official: Juan Francisco Zumba |
| 10 december 2015 19:45 UTC+9 |                          |         |               | Stadion: Nissanstadion, Yokohama Toeschouwers: 19.421 Scheidsrechter: Sidi Alioum Assistenten: Evarist Menkouande Assistenten: Elvis Guy Noupue Vierde official: Joel Aguilar Vijfde official: Juan Francisco Zumba |
|                              |                          |         |               | |

### Kwartfinales
|                              |              |         |                         | |
| 13 december 2015 16:00 UTC+9 | Club América | 1 – 2   | Guangzhou Evergrande    | Stadion: Nagaistadion, Osaka Toeschouwers: 18.772 Scheidsrechter: Jonas Eriksson Assistenten: Mathias Klasenius Assistenten: Daniel Warnmark Vierde official: Sidi Alioum Vijfde official: Evarist Menkouande |
| 13 december 2015 16:00 UTC+9 | Peralta 55'  | Verslag | 80' Long 90+3' Paulinho | Stadion: Nagaistadion, Osaka Toeschouwers: 18.772 Scheidsrechter: Jonas Eriksson Assistenten: Mathias Klasenius Assistenten: Daniel Warnmark Vierde official: Sidi Alioum Vijfde official: Evarist Menkouande |
| 13 december 2015 16:00 UTC+9 |              |         |                         | Stadion: Nagaistadion, Osaka Toeschouwers: 18.772 Scheidsrechter: Jonas Eriksson Assistenten: Mathias Klasenius Assistenten: Daniel Warnmark Vierde official: Sidi Alioum Vijfde official: Evarist Menkouande |
| 13 december 2015 16:00 UTC+9 |              |         |                         | Stadion: Nagaistadion, Osaka Toeschouwers: 18.772 Scheidsrechter: Jonas Eriksson Assistenten: Mathias Klasenius Assistenten: Daniel Warnmark Vierde official: Sidi Alioum Vijfde official: Evarist Menkouande |
|                              |              |         |                         | |

|                              |            |         |                                  | |
| 13 december 2015 19:30 UTC+9 | TP Mazembe | 0 – 3   | Sanfrecce Hiroshima              | Stadion: Nagaistadion, Osaka Toeschouwers: 23.609 Scheidsrechter: Wilmar Roldán Assistenten: Alexander Guzmán Assistenten: Cristian Jairo de la Cruz Vierde official: Alireza Faghani Vijfde official: Reza Sokhandan |
| 13 december 2015 19:30 UTC+9 |            | Verslag | 44' Shiotani 56' Chiba 78' Asano | Stadion: Nagaistadion, Osaka Toeschouwers: 23.609 Scheidsrechter: Wilmar Roldán Assistenten: Alexander Guzmán Assistenten: Cristian Jairo de la Cruz Vierde official: Alireza Faghani Vijfde official: Reza Sokhandan |
| 13 december 2015 19:30 UTC+9 |            |         |                                  | Stadion: Nagaistadion, Osaka Toeschouwers: 23.609 Scheidsrechter: Wilmar Roldán Assistenten: Alexander Guzmán Assistenten: Cristian Jairo de la Cruz Vierde official: Alireza Faghani Vijfde official: Reza Sokhandan |
| 13 december 2015 19:30 UTC+9 |            |         |                                  | Stadion: Nagaistadion, Osaka Toeschouwers: 23.609 Scheidsrechter: Wilmar Roldán Assistenten: Alexander Guzmán Assistenten: Cristian Jairo de la Cruz Vierde official: Alireza Faghani Vijfde official: Reza Sokhandan |
|                              |            |         |                                  | |

### Wedstrijd voor vijfde plaats
|                              |                          |         |            | |
| 16 december 2015 16:30 UTC+9 | Club América             | 2 – 1   | TP Mazembe | Stadion: Nagaistadion, Osaka Toeschouwers: 11.686 Scheidsrechter: Alireza Faghani Assistenten: Reza Sokhandan Assistenten: Mohammadreza Mansouri Vierde official: Ryuji Sato Vijfde official: Akane Yagi |
| 16 december 2015 16:30 UTC+9 | Benedetto 19' Zúñiga 28' | Verslag | 43' Kalaba | Stadion: Nagaistadion, Osaka Toeschouwers: 11.686 Scheidsrechter: Alireza Faghani Assistenten: Reza Sokhandan Assistenten: Mohammadreza Mansouri Vierde official: Ryuji Sato Vijfde official: Akane Yagi |
| 16 december 2015 16:30 UTC+9 |                          |         |            | Stadion: Nagaistadion, Osaka Toeschouwers: 11.686 Scheidsrechter: Alireza Faghani Assistenten: Reza Sokhandan Assistenten: Mohammadreza Mansouri Vierde official: Ryuji Sato Vijfde official: Akane Yagi |
| 16 december 2015 16:30 UTC+9 |                          |         |            | Stadion: Nagaistadion, Osaka Toeschouwers: 11.686 Scheidsrechter: Alireza Faghani Assistenten: Reza Sokhandan Assistenten: Mohammadreza Mansouri Vierde official: Ryuji Sato Vijfde official: Akane Yagi |
|                              |                          |         |            | |

### Halve finales
|                              |                     |         |             | |
| 16 december 2015 19:30 UTC+9 | Sanfrecce Hiroshima | 0 – 1   | River Plate | Stadion: Nagaistadion, Osaka Toeschouwers: 20.133 Scheidsrechter: Jonas Eriksson Assistenten: Mathias Klasenius Assistenten: Daniel Warnmark Vierde official: Matthew Conger Vijfde official: Tevita Makasini |
| 16 december 2015 19:30 UTC+9 |                     | Verslag | 72' Alario  | Stadion: Nagaistadion, Osaka Toeschouwers: 20.133 Scheidsrechter: Jonas Eriksson Assistenten: Mathias Klasenius Assistenten: Daniel Warnmark Vierde official: Matthew Conger Vijfde official: Tevita Makasini |
| 16 december 2015 19:30 UTC+9 |                     |         |             | Stadion: Nagaistadion, Osaka Toeschouwers: 20.133 Scheidsrechter: Jonas Eriksson Assistenten: Mathias Klasenius Assistenten: Daniel Warnmark Vierde official: Matthew Conger Vijfde official: Tevita Makasini |
| 16 december 2015 19:30 UTC+9 |                     |         |             | Stadion: Nagaistadion, Osaka Toeschouwers: 20.133 Scheidsrechter: Jonas Eriksson Assistenten: Mathias Klasenius Assistenten: Daniel Warnmark Vierde official: Matthew Conger Vijfde official: Tevita Makasini |
|                              |                     |         |             | |

|                              |                             |         |                      | |
| 17 december 2015 19:30 UTC+9 | FC Barcelona                | 3 – 0   | Guangzhou Evergrande | Stadion: Nissanstadion, Yokohama Toeschouwers: 63.870 Scheidsrechter: Joel Aguilar Assistenten: Juan Francisco Zumba Assistenten: Marvin Cesar Torrentera Vierde official: Wilmar Roldán Vijfde official: Alexander Guzmán |
| 17 december 2015 19:30 UTC+9 | Suárez 39', 50', 67' (pen.) | Verslag |                      | Stadion: Nissanstadion, Yokohama Toeschouwers: 63.870 Scheidsrechter: Joel Aguilar Assistenten: Juan Francisco Zumba Assistenten: Marvin Cesar Torrentera Vierde official: Wilmar Roldán Vijfde official: Alexander Guzmán |
| 17 december 2015 19:30 UTC+9 |                             |         |                      | Stadion: Nissanstadion, Yokohama Toeschouwers: 63.870 Scheidsrechter: Joel Aguilar Assistenten: Juan Francisco Zumba Assistenten: Marvin Cesar Torrentera Vierde official: Wilmar Roldán Vijfde official: Alexander Guzmán |
| 17 december 2015 19:30 UTC+9 |                             |         |                      | Stadion: Nissanstadion, Yokohama Toeschouwers: 63.870 Scheidsrechter: Joel Aguilar Assistenten: Juan Francisco Zumba Assistenten: Marvin Cesar Torrentera Vierde official: Wilmar Roldán Vijfde official: Alexander Guzmán |
|                              |                             |         |                      | |

### Wedstrijd voor derde plaats
|                              |                     |         |                      | |
| 20 december 2015 16:00 UTC+9 | Sanfrecce Hiroshima | 2 – 1   | Guangzhou Evergrande | Stadion: Nissanstadion, Yokohama Toeschouwers: 47.968 Scheidsrechter: Matthew Conger Assistenten: Tevita Makasini Assistenten: Simon Lount Vierde official: Wilmar Roldán Vijfde official: Cristian Jairo de la Cruz |
| 20 december 2015 16:00 UTC+9 | Douglas 70', 83'    | Verslag | 4' Paulinho          | Stadion: Nissanstadion, Yokohama Toeschouwers: 47.968 Scheidsrechter: Matthew Conger Assistenten: Tevita Makasini Assistenten: Simon Lount Vierde official: Wilmar Roldán Vijfde official: Cristian Jairo de la Cruz |
| 20 december 2015 16:00 UTC+9 |                     |         |                      | Stadion: Nissanstadion, Yokohama Toeschouwers: 47.968 Scheidsrechter: Matthew Conger Assistenten: Tevita Makasini Assistenten: Simon Lount Vierde official: Wilmar Roldán Vijfde official: Cristian Jairo de la Cruz |
| 20 december 2015 16:00 UTC+9 |                     |         |                      | Stadion: Nissanstadion, Yokohama Toeschouwers: 47.968 Scheidsrechter: Matthew Conger Assistenten: Tevita Makasini Assistenten: Simon Lount Vierde official: Wilmar Roldán Vijfde official: Cristian Jairo de la Cruz |
|                              |                     |         |                      | |

### Finale
|                              |             |         |                           | |
| 20 december 2015 19:30 UTC+9 | River Plate | 0 – 3   | FC Barcelona              | Stadion: Nissanstadion, Yokohama Toeschouwers: 66.853 Scheidsrechter: Alireza Faghani Assistenten: Reza Sokhandan Assistenten: Mohammadreza Mansouri Vierde official: Sidi Alioum Vijfde official: Evarist Menkouande |
| 20 december 2015 19:30 UTC+9 |             | Verslag | 36' Messi 49', 68' Suárez | Stadion: Nissanstadion, Yokohama Toeschouwers: 66.853 Scheidsrechter: Alireza Faghani Assistenten: Reza Sokhandan Assistenten: Mohammadreza Mansouri Vierde official: Sidi Alioum Vijfde official: Evarist Menkouande |
| 20 december 2015 19:30 UTC+9 |             |         |                           | Stadion: Nissanstadion, Yokohama Toeschouwers: 66.853 Scheidsrechter: Alireza Faghani Assistenten: Reza Sokhandan Assistenten: Mohammadreza Mansouri Vierde official: Sidi Alioum Vijfde official: Evarist Menkouande |
| 20 december 2015 19:30 UTC+9 |             |         |                           | Stadion: Nissanstadion, Yokohama Toeschouwers: 66.853 Scheidsrechter: Alireza Faghani Assistenten: Reza Sokhandan Assistenten: Mohammadreza Mansouri Vierde official: Sidi Alioum Vijfde official: Evarist Menkouande |
|                              |             |         |                           | |

| River Plate | Barcelona |

| River Plate:     |    |                      |         |
|                  |    |                      |         |
| GK               | 1  | Marcelo Barovero     |         |
| RB               | 25 | Gabriel Mercado      |         |
| CB               | 2  | Jonathan Maidana     |         |
| CB               | 3  | Éder Álvarez Balanta |         |
| LB               | 21 | Leonel Vangioni      |         |
| DM               | 5  | Matías Kranevitter   | 10'     |
| RM               | 8  | Carlos Sánchez       |         |
| AM               | 19 | Tabaré Viúdez        | 56'     |
| LM               | 23 | Leonardo Ponzio      | 32' 46' |
| CF               | 7  | Rodrigo Mora         | 46'     |
| CF               | 13 | Lucas Alario         |         |
| Wisselspelers:   |    |                      |         |
| GK               | 12 | Augusto Batalla      |         |
| GK               | 26 | Julio Chiarini       |         |
| DF               | 6  | Leandro Vega         |         |
| DF               | 20 | Milton Casco         |         |
| DF               | 24 | Emanuel Mammana      |         |
| MF               | 10 | Gonzalo Martínez     | 46'     |
| MF               | 16 | Nicolás Bertolo      |         |
| MF               | 18 | Camilo Mayada        |         |
| MF               | 27 | Lucho González       | 46'     |
| FW               | 11 | Javier Saviola       |         |
| FW               | 15 | Leonardo Pisculichi  |         |
| FW               | 22 | Sebastián Driussi    | 56'     |
| Coach:           |    |                      |         |
| Marcelo Gallardo |    |                      |         |

| FC Barcelona:  |    |                       |         |
|                |    |                       |         |
| GK             | 13 | Claudio Bravo         |         |
| RB             | 6  | Daniel Alves          |         |
| CB             | 3  | Gerard Piqué          |         |
| CB             | 14 | Javier Mascherano     | 81'     |
| LB             | 18 | Jordi Alba            | 16'     |
| DM             | 5  | Sergio Busquets       |         |
| CM             | 4  | Ivan Rakitić          | 43' 67' |
| CM             | 8  | Andrés Iniesta        |         |
| RW             | 10 | Lionel Messi          |         |
| CF             | 9  | Luis Suárez           |         |
| LW             | 11 | Neymar                | 61' 89' |
| Wisselspelers: |    |                       |         |
| GK             | 1  | Marc-André ter Stegen |         |
| GK             | 25 | Jordi Masip           |         |
| DF             | 15 | Marc Bartra           |         |
| DF             | 21 | Adriano               |         |
| DF             | 23 | Thomas Vermaelen      | 81'     |
| DF             | 24 | Jérémy Mathieu        | 89'     |
| MF             | 20 | Sergi Roberto         | 67' 72' |
| MF             | 26 | Sergi Samper          |         |
| MF             | 28 | Gerard Gumbau         |         |
| FW             | 17 | Munir El Haddadi      |         |
| FW             | 19 | Sandro Ramírez        |         |
| Coach:         |    |                       |         |
| Luis Enrique   |    |                       |         |

| Winnaar WK voetbal voor clubs 2015             |
| ---------------------------------------------- |
| FC Barcelona 3e titel (3e keer wereldkampioen) |

## Individuele prijzen
| Prijs                  | Speler         | Club         |
| ---------------------- | -------------- | ------------ |
| Gouden Bal             | Luis Suárez    | FC Barcelona |
| Zilveren Bal           | Lionel Messi   | FC Barcelona |
| Bronzen Bal            | Andrés Iniesta | FC Barcelona |
| Fair-Play Award (club) | FC Barcelona   | FC Barcelona |

## Topscorers
| Pos. | Speler                | Club                 |   | Gescoord met penalty |
| ---- | --------------------- | -------------------- | - | -------------------- |
| 1.   | Luis Suárez           | FC Barcelona         | 5 | 1                    |
| 2.   | Paulinho              | Guangzhou Evergrande | 2 | 0                    |
| 2.   | Douglas               | Sanfrecce Hiroshima  | 2 | 0                    |
| 2.   | Tsukasa Shiotani      | Sanfrecce Hiroshima  | 2 | 0                    |
| 5.   | Darío Benedetto       | Club América         | 1 | 0                    |
| 5.   | Oribe Peralta         | Club América         | 1 | 0                    |
| 5.   | Martín Eduardo Zúñiga | Club América         | 1 | 0                    |
| 5.   | Lionel Messi          | FC Barcelona         | 1 | 0                    |
| 5.   | Zheng Long            | Guangzhou Evergrande | 1 | 0                    |
| 5.   | Rainford Kalaba       | TP Mazembe           | 1 | 0                    |
| 5.   | Lucas Alario          | River Plate          | 1 | 0                    |
| 5.   | Takuma Asano          | Sanfrecce Hiroshima  | 1 | 0                    |
| 5.   | Kazuhiko Chiba        | Sanfrecce Hiroshima  | 1 | 0                    |
| 5.   | Yusuke Minagawa       | Sanfrecce Hiroshima  | 1 | 0                    |

## Eindrangschikking

### Eindstand
| Plaats | Club                 | Confederatie | gs | w | g | v | dv | dt | ds |
| ------ | -------------------- | ------------ | -- | - | - | - | -- | -- | -- |
| Goud   | FC Barcelona         | UEFA         | 2  | 2 | 0 | 0 | 6  | 0  | +6 |
| Zilver | River Plate          | CONMEBOL     | 2  | 1 | 0 | 1 | 1  | 3  | -2 |
| Brons  | Sanfrecce Hiroshima  | AFC          | 4  | 3 | 0 | 1 | 7  | 2  | +5 |
| 4.     | Guangzhou Evergrande | AFC          | 3  | 1 | 0 | 2 | 3  | 6  | -3 |
| 5.     | Club América         | CONCACAF     | 2  | 1 | 0 | 1 | 3  | 3  | 0  |
| 6.     | TP Mazembe           | CAF          | 2  | 0 | 0 | 2 | 1  | 5  | -4 |
| 7.     | Auckland City        | OFC          | 1  | 0 | 0 | 1 | 0  | 2  | -2 |

2000 · 2001 · 2005 · 2006 · 2007 · 2008 · 2009 · 2010 · 2011 · 2012 · 2013 · 2014 · 2015 · 2016 · 2017 · 2018 ·  2019 · 2020 · 2021 · 2022 · 2023 · 2025 · 2029